# 1827 en Bretagne
 Chronologie de la Bretagne
- 1823
- 1824
- 1825
- 1826
- 1827
- 1828
- 1829
- 1830
- 1831

Cette page recense des événements qui se sont produits durant l'année 1827 en Bretagne.

## Société

### Naissance
- 30 janvier à Brest : Louis Antoine Richild, baron Grivel (décédé à Dakar le 24 janvier 1883), officier de marine et historien de la marine français.